# Sector privado

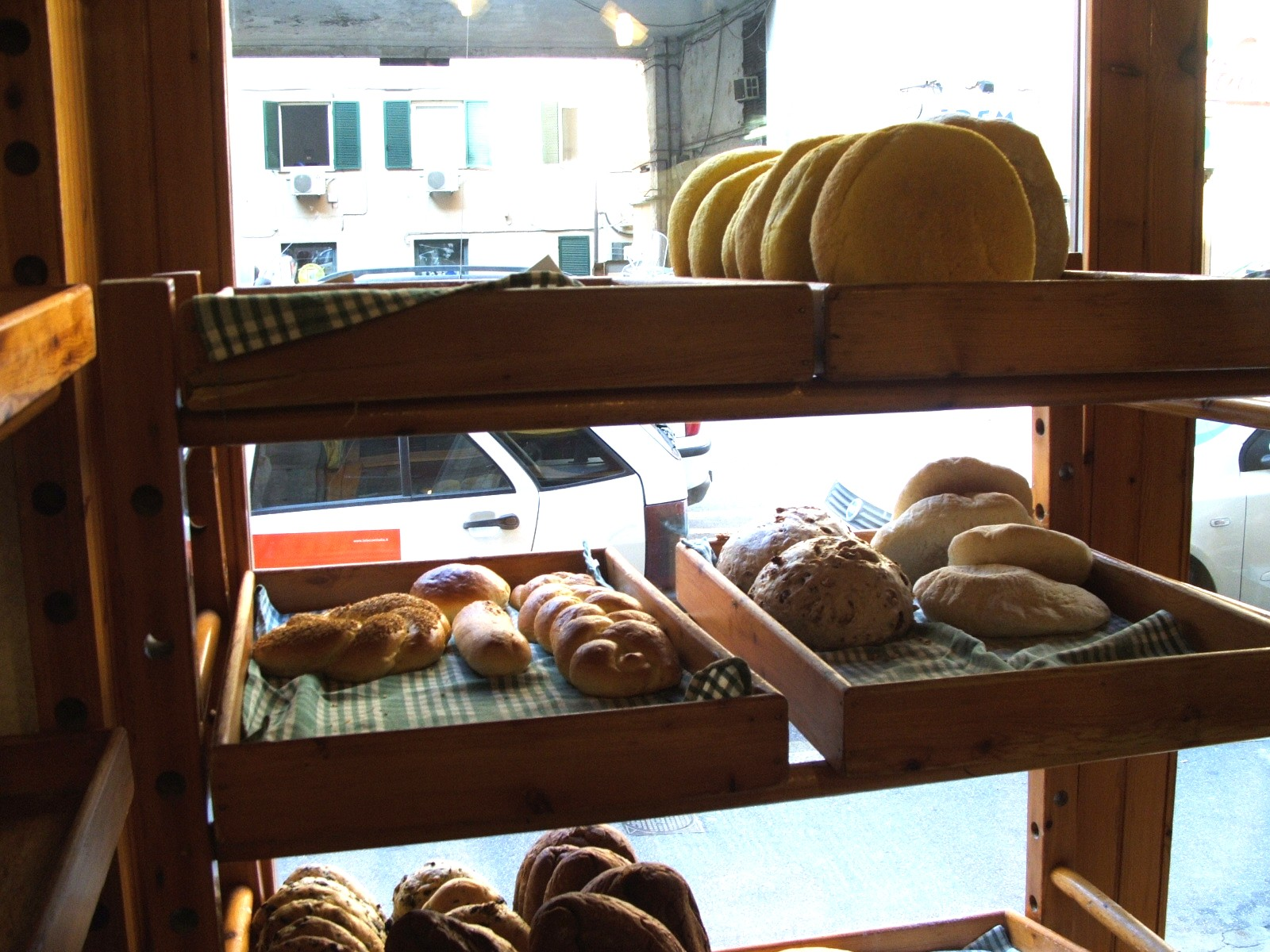
Panes en una tienda de Génova. La producción de pan es una actividad típicamente realizada por el sector privado.

El sector privado, que se contrapone al sector público, es aquella parte de la economía que busca el lucro en su actividad y que no está controlada por el Estado. Por contraste, las empresas que pertenecen al Estado son parte del sector público. Entonces, el sector privado está compuesto por las empresas que no son del estado y por las familias. Las organizaciones privadas sin ánimo de lucro están incluidas en el sector voluntario o tercer sector.
Las formas jurídicas en que se pueden desarrollar las actividades del sector privado son muy variadas y van desde el ejercicio individual por una persona de una actividad empresarial hasta las grandes compañías que cotizan en bolsa y son propiedad de miles de accionistas, pasando por otras formas como la sociedad de responsabilidad limitada, la comunidad de bienes, la unión temporal de empresas (UTE), etc. En cada país la legislación recoge unas formas y les asigna unas determinadas características. Aunque 2 países compartan el mismo idioma y sea válida en ellas la misma forma jurídica, puede adoptar denominaciones oficiales diferentes. Asimismo, hay formas jurídicas que existen en unos países y no en otros. Incluso aunque la misma forma jurídica exista en 2 países distintos con la misma denominación, puede tener en ellos tratamiento y obligaciones diferentes. 

## El papel del sector privado en la actividad económica
El sector privado puede desarrollar cualquier actividad que le permita la ley. Las actividades permitidas pueden variar mucho de un país a otro. Incluso en un país de economía socialista como Corea del Norte, el sector privado representa la mitad del PIB. El ejercicio de cualquier actividad por parte del sector privado suele estar regulado en todos los países, con normativas más o menos estrictas. Por ejemplo, tras la Gran Recesión se ha endurecido mucho la regulación de la actividad bancaria.
Un sector privado adecuadamente tratado puede, en un país, contribuir a aumentar la inversión extranjera, el desarrollo y el empleo.

El sector privado suele estar constituido por empresas de diversos tamaños: grandes, medianas, pequeñas y microempresas. El porcentaje de facturación de cada tamaño varía de país a país y se considera un factor económico importante, ya que se estima que las grandes empresas son más competitivas, y las pequeñas, más ágiles.

## Relación entre el sector privado y el público
Los dirigentes de un país configuran su sector público para satisfacer necesidades colectivas y políticas. En cambio, las personas que quieren invertir crean empresas para intentar satisfacer las necesidades del mercado que creen haber detectado. Si existía esa necesidad, y la empresa la satisface correctamente, prospera; en otro caso, desaparece. 
El sector privado también se integra en la actividad del sector público, a través de la concesión y subcontratación de servicios al sector privado.
El traspaso de una empresa del sector público al privado se denomina privatización.
El paso de una empresa privada a pública se denomina nacionalización o estatización. Cuando la empresa era inicialmente propiedad de un ayuntamiento, se privatizó, y vuelve posteriormente a manos públicas, el proceso se denomina remunicipalización.
Actividades como la protección de las fronteras nacionales o la administración de justicia son casi siempre desarrolladas por el sector público. Otras, como la producción de pan, casi siempre las realiza el sector privado. En medio se sitúan muchas actividades que, según el país, pueden desempeñarse por el sector público, por el privado, o por ambos. Ejemplos de estas últimas son la banca (banca pública y banca privada), la educación (educación pública y educación privada) o la sanidad (sanidad pública y sanidad privada). 

## Evolución histórica
Tras la Segunda Guerra Mundial, los gobiernos de muchos países fomentaron la participación del sector público en detrimento del sector privado. En los países del área comunista se produjeron fuertes procesos de nacionalización y prácticamente toda la actividad económica se desarrollaba a través del sector público. 
A partir de 1980 el peso del sector público dentro de la actividad económica ha ido disminuyendo en favor del sector privado, incluyendo un conjunto de privatizaciones durante la década que comenzó en 1991 y los primeros años del siglo XXI.
Actualmente incluso los países que mantienen regímenes políticos socialistas, como China (socialismo de mercado) y Vietnam, tienen un peso más o menos importante del sector privado dentro de la producción.